# Salix velchevii
Salix velchevii är en videväxtart som beskrevs av Jerzy Zieliński och Pancheva. Salix velchevii ingår i släktet viden, och familjen videväxter. Inga underarter finns listade i Catalogue of Life.